# 法比奥·罗西托
法比奥·罗西托（義大利語：Fabio Rossitto，1971年9月21日—），意大利男子足球运动员，场上位置是中场。他曾代表意大利国家队参加1996年欧洲足球锦标赛，结果止步小组赛。